# Kim Jung-hwan
Kim Jung-hwan (în coreeană 김정환; n. 2 septembrie 1983, Seul, Coreea de Sud) este un scrimer sud-coreean specializat pe sabie.
La Jocurile Olimpice din 2012 de la Londra a participat la proba de sabie individual, unde s-a oprit în tabloul de 32 în fața chinezului Zhong Man. La proba pe echipe, Coreea de Sud, în componența Kim, Gu Bon-gil, Won Woo-young și Oh Eun-seok, a învins România în finală și a fost laureată cu aur.
La Campionatul Mondial din 2014 de la Kazan, Kim a ajuns în sferturi de finală, unde a pierdut cu rusul Nikolai Kovaliov. La proba pe echipe, Coreea a pierdut în finala cu Germania și a urcat pe treaptă a două a podiumului. Kim a încheiat sezonul pe locul doi în clasament mondial.

## Legături externe
- en Kim Jung-hwan la Olympedia.org
- Kim Junghwan: Epic Sabre Compilation pe YouTube de Sydney Sabre Centre